# Свети Николай Чудотворец (Расник)
„Свети Николай Чудотворец“ е православен храм в село Расник, Община Перник, попадащ в Софийска епархия, Софийска духовна околия. Намира се в центъра на селото, малко под централния площад.
Разположена е на основния път през селото, от западната страна, а до храма са камбанарията и селското гробище, днес в чертите на селото.

## История
Според преданията селото възниква в началото на XIV в., а храмът е построен през 1460 г. По време на Възраждането църквата е разширена и според надпис в църквата стенописите са завършени през 1869 година. По време на комунистическия период богослуженията в храма са преустановени.
През 2009 г. църквата е частично ремонтирана с усилията и даренията на местните жители, частни дарители и с помощ от Дирекция „Вероизповедания“ и йеромонах Никодим от близкия Дивотински манастир „Света Троица“. Поправени са плочките, иконостасът е освежен. Освещаването на храма е на 9 март 2009 година. Даренията за реставрацията продължават да се събират и по информация към октомври 2017 г. стенописите все още се нуждаят от реставрация и консервация заради проникваща през стените влага, а самата сграда има нужда от дренажна система за отводняване.
Стенописите са реставрирани към февруари 2022 г.

## Стенопис на св. св. Козма и Дамян
На северната стена на църквата е изрисуван уникален стенопис на 2 светци, на чиито глави под ореолите стоят чалми от бял плат с червен връх. Изображенията са разкрити при почистване на стенописите през 2006 година, а влошеното им състояние заради влагата преди реставрацията (в края на 2010-те) е такова, че надписите до главите на светците не са запазени и за идентификацията им се съди по облеклото, чалмите и медицинските кутии в ръцете на двамата светии.
Първоначалните хипотези преди проучванията са, че мъжете са ктиторите на храма, или че са изобразени мюсюлмани, приели християнството. А според сведения на местните хора, изографисани светци с чалми са били условието да бъде получено позволение за строежа на църквата от турците.
Хипотезата на Божидар Димитров е, че светците са лечителите-безсребърници Св. Св. Козма и Дамян, които и на други места на Балканите са изобразявани с подобни източни шапки на главите – символ на лекарската професия, тъй като през средновековието се е смятало, че най-добрите медици тогава са били арабите.
Според изследователката Яна Гергова светците са именно Св. Козма и Св. Дамян, като арабското им облекло ги отграничава от другите две двойки светци безсребърници – Св. Св. Кир и Йоан, и Св. Пантелеймон и Св. Ермолай.
При реставрацията на стенописите е възприета тази хипотеза и техните имена са фиксирани в надписите до ореолите им.

## Галерия
- Надписът с датировката на църквата
- Интериорът
- Таванът
- Стенописът над северната конха